# Connected Limited Device Configuration
Le Connected Limited Device Configuration (CLDC) est un sous-ensemble des classes bibliothèques Java qui contient le minimum de programmes nécessaires pour faire fonctionner une machine virtuelle Java (JVM).

## Généralités
Le CLDC est essentiellement utilisé pour classer les multiples dispositifs dans une configuration fixe.
Une configuration offre les ensembles les plus élémentaires des bibliothèques et les caractéristiques de la machine virtuelle qui doivent être présents dans chaque mise en place d'un environnement J2ME.
Couplé avec un ou plusieurs profils, le Connected Limited Device Configuration donne aux développeurs une plate-forme solide Java avec laquelle on peut créer des applications pour les consommateurs et les systèmes embarqués. 
L'API de base est défini par les sous-ensembles de Connected Limited Device Configuration.

## API de Base
javax.microedition.ioContient des classes Java ME spécifiques utilisés pour les opératioins d'entrée-sortie.
javax.microedition.lcdui"LCDUI interface utilisateur" tient compte du fait que les téléphones mobiles utilisent normalement des écrans LCD, mais les API ne sont pas spécifiquement adaptés à cette technologie d'affichage. On dit aussi que "LCD interface utilisateur" signifie "plus petit dénominateur commun» du fait des spécificités interface utilisateur à la conception la plus simple possible.
javax.microedition.rmsRecord Management System (RMS), est à la fois une application et API pour le stockage sur les appareils J2ME, comme la cellule phones. Il fournit une forme de stockage persistant pour Java ME.
javax.microedition.midletIl contient les classes de base pour les applications Java ME.

## API Spécialisés ajouté au MIDP 2,0
MIDP 2,0 a vu l'introduction du jeu et du multimédia API et de quelques paquets facultatifs. 
javax.microedition.mediaIl contient les classes de base de la lecture multimédia. Ce sont un sous-ensemble de la JSR 135 Java Mobile Media API.
javax.microedition.lcdui.gameUn jeu d'API visant à simple 2D sprite de jeux.
javax.microedition.pkiAPI d'authentification pour les connexions sécurisées.

## Options JSRs (facultatif)
Le JSRs suivants ne font pas partie de MIDP (1,0 ou 2,0), mais fournissent des fonctionnalités supplémentaires sur certains appareils. Toutefois, il n'existe aucune garantie qu'un appareil MIDP2.0 applique ces API 
javax.microedition.messagingL’API de messagerie sans fil (en option), pour envoyer des SMS et des MMS. JSR120
javax.microedition.pimLa gestion des renseignements personnels API (facultatif), l'accès du périphérique carnet d'adresses.
javax.microedition.io.fileLe fichier de connexion en option Forfait (FCOP) est l'un des deux paquets facultatifs définis par JSR75 via le Java Community Process. Le FileConnection spécifié dans l'API JSR 75 donne accès à la boucle locale des systèmes de fichiers sur des appareils comme les PDA. Afin de surmonter les questions de sécurité MIDlet il doit inclure un fichier de demande d'autorisation dans son fichier JAD Midlet, sous-autorisation de propriété.